# Stokezja gładka
Stokezja gładka (Stokesia laevis (Hill) Greene) – gatunek roślin z monotypowego rodzaju stokezja Stokesia z rodziny astrowatych. Rośliny te występują w południowo-zachodniej części Stanów Zjednoczonych od Florydy po Karolinę Północną na północy i Luizjanę na zachodzie. Jako gatunek introdukowany rośnie w południowo-wschodniej Azji (na Cejlonie i Jawie). W naturze rośnie w miejscach wilgotnych na terenach otwartych oraz w lasach sosnowych.
Gatunek uprawiany jest jako roślina ozdobna, przy czym zwykle w postaci jednego z wielu kultywarów. Odmiany ozdobne mają kwiatostany o różnej barwie – ciemnej lub jasnej, białej, różowej, purpurowej lub niebieskiej. Gatunek opisywany jest także jako potencjalna roślina oleista.
Nazwa rodzajowa upamiętnia Jonathana Stokesa (1755–1831) – angielskiego lekarza i botanika.

## Morfologia
PokrójBylina o prosto wzniesionym pędzie osiągającym do 60 cm wysokości.
LiścieSkrętoległe, odziomkowe ogonkowe i łodygowe, które w dolnej części pędu także mają ogonki, a w górnej są siedzące, nasadą obejmujące łodygę. Blaszka jest jajowata do lancetowato-równowąskiej, całobrzega, czasem kolczastoząbkowana u nasady, naga, gruczołowato punktowana.
KwiatyZebrane w okazałe koszyczki osiągające do 10–12 cm średnicy, tworzące się pojedynczo na szczycie pędu lub po kilka, w formie luźnego baldachogrona. Okrywa jest półkulista, o średnicy od 2,5 do 4 cm. Listki okrywy w liczbie od 25 do kilkudziesięciu wyrastają w 5–7 szeregach. Szczytowe są liściopodobne i przynajmniej u nasady kolczasto ząbkowane. Kwiatów w koszyczku jest zwykle kilkadziesiąt. Ich korony w naturze mają barwę zwykle niebieskofioletową, rzadziej białą lub kremową. Brzeżne kwiaty w koszyczku mają koronę grzbiecistą z długim płatkiem (języczkiem) skierowanym na zewnątrz. Kwiaty wewnątrz koszyczka są rurkowate i promieniste, z 5 równymi łatkami.
OwoceNiełupki walcowate, 3–4-kanciaste, nagie. Puch kielichowy w postaci 4–5 odpadających i wąskich łusek.

## Systematyka
Pozycja systematyczna
Gatunek reprezentuje monotypowy rodzaj stokezja Stokesia z rodziny astrowatych Asteraceae. W obrębie rodziny należy do plemienia Vernonieae, które w tradycyjnym ujęciu włączane jest do podrodziny Cichorioideae, a po jej podziale do Vernonioideae. 